# The First Second
The First Second je druhé a poslední studiové album americké alternativní rockové hudební skupiny The Maids of Gravity (na obalu desky je na rozdíl od prvního alba i člen „The“). Album bylo vydáno 24. září roku 1996 společností Vernon Yard Recordings. Album bylo nahráno a zmixováno během tří týdnů. Nahrávalo se ve studiu Sound City Studios v losangeleském regionu Van Nuys. Sestava, v níž byla deska nahrána (tj. Eddie Ruscha, Eugene Goreshter, Mark Fay a Craig „Irwin“ Levitz), se brzy po vydání desky rozpadla. Producentem alba byl velšský hudebník a skladatel John Cale. Frontman kapely Eddie Ruscha řekl, že spolupráce s Calem byla poněkud nervy-drásající. Na zvukové stránce nahrávky se podíleli Jack Wall, Greg Fidelman, Bob Ludwig a další a autorem obalu alba je výtvarník Mati Klarwein.

## Seznam skladeb
Autorem všech písní je Eddie Ruscha.
1. „Half Awake“ – 3:52
2. „Don't You Disagree“ – 4:11
3. „Light You Gave“ – 3:24
4. „No Room“ – 2:57
5. „Another One“ – 2:49
6. „Golden Harm“ – 0:45
7. „Can't Lose“ – 3:01
8. „Looks the Same“ – 5:02
9. „Islands“ – 3:16
10. „Live and Die“ – 3:33
11. „In the Days“ – 3:14
12. „It Don't Have to Be“ – 5:05

## Obsazení
Hudebníci
- Eddie Ruscha – zpěv, kytara, syntezátory
- Eugene Goreshter – kytara
- Mark Fay – baskytara
- Craig „Irwin“ Levitz – bicí
- John Cale – klavír, viola, tleskání

Technická podpora
- John Cale – produkce, mixing
- Jack Wall – zvukový inženýr
- Chris Apthorp – mixing
- Greg Fidelman – asistent zvukového inženýra
- Bob Ludwig – mastering
- Mati Klarwein – obal
- Julie Blair Carter – design
- Eddie Ruscha – design